# Жолобненська сільська рада
Жолобненська сільська рада — колишня адміністративно-територіальна одиниця та орган місцевого самоврядування у Ярунському (Пищівському) і Новоград-Волинському районах Волинської округи, Київської й Житомирської областей Української РСР та України з адміністративним центром у с. Жолобне.

## Населені пункти
Сільській раді підпорядковані населені пункти:
- с. Жолобне
- с. Будища
- с. Коритища

## Населення
Станом на 1923 рік кількість населення сільської ради становила 1 366 осіб, кількість дворів — 283.
Відповідно до результатів перепису населення СРСР, кількість населення ради, станом на 12 січня 1989 року, становила 1 398 осіб.
Станом на 5 грудня 2001 року, відповідно до перепису населення України, кількість мешканців сільської ради становила 1 215 осіб.

## Склад ради
Рада складається з 16 депутатів та голови.

## Керівний склад сільської ради
| ПІБ                     | Основні відомості                                                 | Дата обрання | Дата звільнення |
| ----------------------- | ----------------------------------------------------------------- | ------------ | --------------- |
| Білім Петро Аркадійович | Сільський голова, 1968 року народження, освіта                    | 26.03.2006   | 31.10.2010      |
| Білім Петро Аркадійович | Сільський голова, 1968 року народження, освіта вища, безпартійний | 31.10.2010   |                 |

Примітка: таблиця складена за даними джерела

## Історія
Створена 1923 року в с. Жолобне Жолобненської волості Новоград-Волинського повіту Волинської губернії.
Станом на 1 вересня 1946 року сільська рада входила до складу Ярунського району Житомирської області, на обліку в раді перебувало с. Жолобне.
11 серпня 1954 року, внаслідок виконання указу Президії Верховної ради УРСР «Про укрупнення сільських рад по Житомирській області», до складу ради приєднано села Будища та Коритища ліквідованої Коритищанської сільської ради Ярунського району.
На 1 січня 1972 року сільська рада входила до складу Новоград-Волинського району Житомирської області, на обліку в раді перебували села Будища, Жолобне та Коритища.
Виключена з облікових даних 17 липня 2020 року. Територію та населені пункти ради, відповідно до розпорядження Кабінету Міністрів України № 711-р від 12 червня 2020 року «Про визначення адміністративних центрів та затвердження територій територіальних громад Житомирської області», включено до складу Ярунської сільської територіальної громади Новоград-Волинського району Житомирської області.
Входила до складу Ярунського (Пищівського, 7.03.1923 р.) та Новоград-Волинського (4.06.1958 р.) районів.